# Gyllene Tider
Gyllene Tider (ceea ce înseamnă "Ani de glorie" în limba suedeză) este o formație de muzică pop din Suedia. 
În 1977, Per Gessle îl întâlnește pe Mats Persson, membru al formației „Audiovisuellt Angrepp”, formând duo-ul Grape Rock. Mai târziu Micke Andersson, Anders Herrlin și Göran Fritzon l-i s-au alăturat, iar numele formației a devenit Gyllene Tider.
1978 - Formația devine celebritate locală în orașul Halmstad datorită concertelor lor de Crăciun. Acum și-au scos primul disc, un EP, Billy, care s-a vândut în 900 de exemplare. 
În 1980  a fost lansat LP-ul Gyllene Tider („Vremuri de aur”), care a avut un mare succes în Suedia. Flickorna på TV2 („Fetele de la TV2”) a fost cel mai mare hit de pe acest album.
Al doilea album a fost lansat în 1981 sub numele Moderna Tider („Vremuri moderne”) având și el un succes enorm. Anul următor Puls (Pulse) a fost lansat cu hit-urile Sommartider („Vară”) și Flickan i en Cole-Porter-sång („Fata din cântecul lui Cole Porter”).
Formația a încercat să se lanseze și în Statele Unite ale Americii în 1984 cu albumul Heartland (un mini-album cu șase piese de pe The Heartland Café care fusese lansat în Suedia) sub numele de "Roxette". Dar nu au reușit, albumul vânzânduse în doar 8.000 de exemplare. Numele Roxette a fost folosit mai târziu de Per Gessle când a colaborat cu Marie Fredriksson.
În 1985 Gyllene Tider s-au despărțit oficial. În 1996 s-au reunit pentru un turneu, Återtåget, care a cunoscut o popularitate enormă.

## Albume
- 1978 Gyllene Tider (EP) (aka "Billy" and "The Yellow EP")
- 1980 Gyllene Tider
- 1981 Moderna Tider
- 1982 Puls
- 1984 The Heartland Café (șase din piesele acestui album au fost lansate în SUA sub numele de album Heartland și numele de formație "Roxette")
- 1990 Parkliv (Live 1981)
- 1997 Återtåget Live! (Live 1996)
- 2004 Finn 5 fel!
- 2004 GT25 Live! (Live 2004) (există și ca DVD de la stadionul Ullevi)

### Greatest Hits etc.
- 1989 Instant Hits + Pers Garage
- 1993 Samlade Tider (nice price)
- 1995 Halmstads pärlor
- 1997 Ljudet av ett annat hjärta/En samling (nice price)
- 1997 Återtåget Live! - Gyllene Tider live!
- 2000 Konstpaus - toate înregistrările din anii 1990 și chiar mai mult...
- 2004 GT 25 - Samtliga hits!
- 2004 GT25 Live!

### DVD-uri
- 1997 Återtåget (documentary from TV4, live and interviews )
- 2004 Karaoke Hits!
- 2004 Parkliv (concert/documentary from 1981 filmed by Lasse Hallström, released on DVD 2004)
- 2004 GT25 Live! (live at Ullevi 2004)